# هولي بيج
هولي بيج (بالإنجليزية: Holly Page)‏ هي منافسة ألعاب القوى أمريكية، ولدت في 13 أغسطس 1993 في أورلاندو في الولايات المتحدة.

## وصلات خارجية
- هولي بيج على موقع الاتحاد الدولي لألعاب القوى (الإنجليزية)
- هولي بيج على موقع TFRRS.org (الإنجليزية)